# デジタル・オーディオ・ワークステーション
デジタル・オーディオ・ワークステーション（Digital Audio Workstation、DAW）は、デジタルで音声の録音、編集、ミキシング、編曲など一連の作業が出来るように構成された一体型のシステムを指す。

## 種類
専用のハードウェアで構成された専用機と、パーソナルコンピュータやスマートフォン等のコンピュータ端末を核としてオーディオ入出力を追加したシステムに二分される。DAWは1つのコンピュータシステムとして完結している必要があり、単体専用機の組み合わせであるPCM-3348などのデジタルMTRとデジタル・コンソールを組み合わせたシステムを総体としてDAWと呼ぶことは無い。
パーソナルコンピュータを核としたDAWには、オーディオ処理の演算を主に担う装置によって、大きく2種類の方式がある。1つは専用のDSPボードをパーソナルコンピュータに接続してそのボードで主な処理を行うもの、もう1つはパーソナルコンピュータ自体がオーディオ処理の演算を主に担うものである。代表的なDAWとしては、前者は「Pro Tools HD」、後者は「Cubase」や「Logic Pro」、「Studio One」、「Cakewalk」などがある。いずれの場合も、パーソナルコンピュータに各々必要なハードウェアを追加した上で、専用のソフトウェアアプリケーションを実行することで稼動する。スマートフォン等のアプリでは、追加ハードウェア無しにコンピュータ機器単体でも稼働が可能な場合がある。
2010年代以降、DAWは普及価格帯のノートパソコンやタブレットで利用できる程度に手軽なものになり、ソフトウェアのみでありとあらゆる処理が行えるようになった。

## 歴史と変遷
1970年代末に発表された業務用専用機であるシンクラヴィアやフェアライトCMIがDAWの起源とされている（しかしDAWと呼ぶには欠落している機能が多すぎるためシンセサイザーやサンプラーと呼ばれることが多い）。

### 業務用専用機の発達
- ハードディスク・レコーダーの登場
  - 既存のレコーダーの置き換え
  - 編集機との一体化
  - ミキサーとの一体化
  - CD-R内蔵による音楽CD制作の完結
- 2トラックからマルチトラックへ
- 映像機器との同期
- ステレオからサラウンドへ
- ネットワークとの接続
- 音楽録音用に特化した自己完結型低価格機種の出現
外部機器/映像との同期やコントロール機能を省略/簡略化した低価格機によって簡易に録音からCD制作までを低予算で一貫して作業可能となった。この分野では日本製品が主流で、ヤマハ、ローランド、コルグ、AKAI、Zoom、Fostexなどから製品が発売されている。

### パーソナルコンピュータを核としたアプローチ
- 汎用PCを核としたオーディオ処理システムの黎明期
  - ソニック・ソリュージョンズ No-NoiseSystem
  - Studer ダイアクシス
  - Digidesign SoundTools
  - WaveFrame
- オーディオ編集の基本機能の確立
- ハードウェアのサードパーティへの解放
- アプリケーションの内部同期によるMIDIシーケンサーとオーディオ編集ソフトの同期
  - OMS
  - FreeMIDI
- ソフトウェアプラグインによる機能拡張とサードパーティへの仕様公開
- MIDIシーケンサーとオーディオ編集ソフトの統合
パーソナルコンピュータの処理能力が上がったことと、オーディオ・インターフェースとのコミュニケーション仕様がサードパーティに対して公開されたことなどの条件が揃った結果、独立したソフトウェアであったMIDIシーケンスソフトとオーディオ編集ソフトがお互いの機能を内部に徐々に取り込む形で統合され、音楽制作ツールとしてのDAWの基礎が完成する。
このときに積極的にサードパーティに対して仕様の公開とサポートをおこなったデジデザイン社(digidesign)の製品が標準プラットフォームとして認知されることとなり、音楽制作における後のProToolsシステムのデファクトスタンダード化につながった。
主要なMIDIシーケンスソフトがオーディオ編集機能を統合した例は以下の通り。
Performer→Digital Performer、Logic→Logic Pro、Cubase→Cubase VST、Vision→Studio Vision、Cakewalk→Cakewalk SONAR
- ネットワーク経由によるライブラリ管理（主に効果音(SE,SFX)）
- ネットワークとの接続による遠隔地とのセッション

### DAWによる制作の変化

#### DAWの革新性
DAW(HDR)の登場によって、マルチ・トラックでパートごとに録音するような場合、従来の「録音するときは既に録音されている自分のパートは上書きされて消える」という録音方式から、「録音しても前のデータは背面に残る」という非破壊レコーディング方式へと変わった。テイクを重ねたいときなど、前のテイクを残しつつどんどん違ったテイクも試せるので、自由度が格段に向上した。演奏または歌唱者側からすれば、レコーディング時の精神的圧迫の軽減も期待できる。
録音されたデータはコンピューター画面上では「リージョン」という波形のかたまりで表示され、波形の色及び高さから幅まで編集しやすい形に自由に変えられる。従来のテープベースのレコーディングにおいては、記録された音声は、オーディオ入出力を示すメーターと耳により時間経過に従って確認するしかなかった。この「リージョン」により、音声の時系列変化を視覚的・図形的に扱えるようになり、編集などが格段に効率的になった。
録音出来る最大トラック数も、セッションのサンプリング周波数やビット数により変化はあるものの、機種によっては44.1kHz/16bitで最大128トラックを超える。必要に応じてシンクロナイザーで複数台を同期させていたテープベース録音とは、利便性の面で圧倒的な違いがある。その事によって、多数の音素材を扱う映画の世界への普及も進んだ。
映画制作の現場においては、「台詞」「環境音」「BGM」「SE」など、様々な音を種々のシーン毎に編集する必要がある。このため、時系列変化を視覚化し編集できるというDAWのメリットは、映画製作において大きな効果を発揮し、映像との同期編集が容易であることとも相まって、DAWの普及を後押しした。
従来、プロフェッショナル用のレコーディング・システム構築には億単位の高額な投資が必要であった。しかし、DAWを導入することにより、レコーダーやミキシング・コンソールから各種エフェクターまで、スタジオ設備一式が数百万円程度で揃ってしまう。また、機材数は減少し、メンテナンスが圧倒的に省力化した。これらによるコストダウンにより、業務用スタジオへの導入が相次いだばかりでなく、アーティストによるプライベート・スタジオの構築も比較的容易になった。

#### 制作過程の変化（プリ/ポスト・プロダクション、オーサリング、MA）
プリ・プロダクション
プリプロの音源をそのまま本番レコーディングまで移行できるようになった。すなわち、楽曲制作の段階から、技術さえあれば完パケに耐えうるトラック制作さえも可能である。アーティストの発する演奏や歌唱あるいはアレンジの要を崩さないため、それ以前は遮断され気味だったプリプロと本番との連携が保てるようになった。
ポスト・プロダクション
録音編集作業からミックスを終えて持ち込まれたファイルも、Pro Toolsのセッション・ファイルのままだと、ポスト・プロダクションの現場における更なる編集やミックスの修正ができるため、今までのテープベースとは全く違う扱いが可能である。
オーサリング
前出「ポスト・プロダクション」同様に作業現場直前まで編集など可能なので、必要に応じた変更がある場合には機能的に作業できる。
MA
この現場においてもセッション・ファイルのまま持ち込むことで、サイズ変更やタイミング修正などの厳密な時間軸合わせ編集が容易にできるようになった（互換性に関しては後述する）。違う場面との編集による音的な違和感も「クロス・フェード」を上手く掛けることにより違和感なく処理する事ができ、仕上がりが格段に向上する。映像用同期信号との同期に関しても様々なフォーマットに対応できるため、映像との親和性はかなり高まっている。

### 汎用機におけるCPU処理対DSP処理
パーソナルコンピュータ上での音声信号処理において、専用のDSPカードを別途用意して処理を割り振るか、パーソナルコンピュータに標準搭載されているCPUで全ての処理を完結させるかに関しては情報システムのコストパフォーマンスの観点から常に議論の対象となる。2010年代以降は専用のDSPカードだけでなく、GPGPUの活用も行われている。

## プラグインAPI / 連携プロトコル
プラグインAPIには標準仕様が存在し、一つのオーディオプラグインを多数のDAWで使うことが可能となっている。
VST
スタインバーグが策定したプラグイン仕様。楽器向けのVST Instruments (VSTi)もある。
VST3では64bit浮動小数点数のオーディオのやりとりが可能となっている (対応するかはプラグインに依る)。
AU
macOS標準のオーディオプラグイン仕様。エフェクト向けのAU Effectと楽器向けのAU Instrumentがある。
LV2
Linux向けに開発されたプラグイン仕様。エフェクト用プラグイン仕様であるLADSPA及び楽器用プラグイン仕様であるDSSI (Disposable Soft Synth Interface)の後継。
DirectXプラグイン
Windows標準のプラグイン仕様であった。エフェクト用のDXと楽器用のDXiが存在した。
ARA (Audio Random Access)
ノンリニアオーディオプラグイン仕様。ARAはMelodyneのために開発された。SpectraLayers 6以降などにも使われるようになった。
なお、独自のプラグインAPIを採用するソフトウェアも存在する。
Avid ProTools
独自プラグイン仕様のAAX (Avid Audio eXtension) を採用している。AAXでは専用DSP向けのAAX DSPとネイティブCPU向けのAAX Nativeが用意されている。これらは32bit浮動小数点数処理となっている。
以前は古い専用DSP (デジタルシグナルプロセッサ) 用として24/48bit固定小数点数処理のTDM (Time-division Multiplexing) プラグインが、ネイティブCPU処理用として32bit浮動小数点数処理のRTAS (Real Time Audio Suite) プラグインが使われていた。
なお、ProToolsでも後述するプラグインブリッジを使ってVSTプラグインやAUプラグインを使うことは可能である。
Digital Performer
独自プラグイン仕様のMAS (MOTU Audio System) がある。しかしながらDigital Performerはバージョン4.1以降AUプラグインにも対応し、バージョン8以降VSTプラグインにも対応している。
Reason
独自プラグイン仕様のRE (Rack Extension) があり、REプラグインは自由な配線が可能となる。なお、Reson 9.5以降はVSTプラグインを使うことも可能となっている。
また、プラグイン同士のブリッジも存在する。
VST To RTAS Adapter
VSTプラグインをRTASプラグイン環境で使用できるようにする。
Blue Cat Patchwork
様々な仕様のプラグインを様々なプラグイン環境で使用できるようにする。
DDMF Metaplugin
様々な仕様のプラグインを様々なプラグイン環境で使用できるようにする。
jBridge
32bitのVSTプラグインを64bit環境で使用できるようにする。
外部音源やDAW同士の連携に使えるプロトコルも存在する。
MIDI信号
DAWとMIDIコントローラーや外部MIDI音源 (ソフトウェアMIDI音源含む) の接続に使われる。代表的なソフトウェアMIDI音源にはMicrosoft GS Wavetable SW Synth、TiMidity++、FluidSynthが存在する。多くのDAWはMIDI信号の入出力に対応しているため、DAW同士の連携にMIDI信号を使うこともできる。
ただしMIDIは古い仕様であるため7bit整数しかないパラメータもあり、2019年現在、新たな仕様であるMIDI 2.0が策定中となっている。
ReWire
DAWと独立した音源ソフトウェアの接続に使われる。多くのDAWはReWireの音源側として使用することも可能となっており、DAW同士の接続にReWireを使うことができる。MIDIをベースとしている。
CV/gate (Control Voltages及びGates) 信号
モジュラー・シンセサイザー同士の接続に使われているアナログ信号であるが、DAWにおいてはReasonが仮想的に実装しているほか、Bitwig Studioが専用デバイスを通してCV/GATE信号の出力に対応している。またMIDI信号からCV/GATE信号へと変換するハードウェアコンバーターも存在する。
Open Sound Control (OSC)
MIDIの代替などとして使用されている。32bit floatのパラメータにも対応している。しかし、パラメータの標準仕様が存在しておらず、ソフトウェア毎に実装が異なる。

## データ交換
シーケンスデータのやりとりには以下の形式が使われている。これらは動画編集においても使われている。
- OMF（Open Media FrameworkまたはOpen Media Framework Interchange）
- AAF（Advanced Authoring Format）

MIDIシーケンスデータのやりとりには以下の形式が使われている。
- スタンダードMIDIファイル (*.mid)

よく使われるサンプリング音源形式には以下が存在する。
SoundFont 2 (*.sf2)
サウンドカード「Sound Blaster」のために策定されたサンプリング音源形式。Logic Pro XのEXS24、Steinberg HALion、KONTAKT、Studio OneのPresence XTなどが対応している。2.04以降24bitサンプルに対応しているものの、50kHzより高いサンプリングレートは「再現できないハードウェアが存在することから避けるべき」とされている。
Downloadable Sounds (*.dls)
MIDIのために策定されたサンプリング音源形式。Logic Pro XのEXS24などが対応している。2.2以降、Wave Codec Extensionsにより16bitより深い量子化ビット数に対応している。
GigaSampler形式 (*.gig)
Logic Pro XのEXS24、Steinberg HALion、KONTAKT、Studio OneのPresence XTなどが対応している。
SFZ形式 (*.sfz)
EXS24形式 (*.exs)
Logic Pro XのEXS24で使われている形式。Steinberg HALion、KONTAKT、Studio OneのPresence XTなども対応している。
また、ループシーケンサーで使われるループ素材の形式には以下が存在する。
- ACIDized WAV - ACIDで使われているループ素材形式
- AIFF Apple Loops (*.aiff、*.aif) - Apple製DAWで使われているループ素材形式。Apple Loops Utility（英語版）で作成可能。
- REX (*.rex)/REX2（英語版） (*.rx2) - ループ素材編集ツール「ReCycle!」のために開発されたループ素材形式であり、多くのDAWが対応している。

## 主なDAW

### 商用製品
MIDIシーケンス対応
| - Ableton Live (Ableton) - ACID (MAGIX←Sony Creative Software) - Bitwig Studio (Bitwig) - Cubase/Nuendo (スタインバーグ) - Digital Performer (Mark of the Unicorn) - FL Studio (Image-Line) - GarageBand (Apple) | - Logic Pro (Apple) - Mixcraft (Acoustica) - Pro Tools (アビッド・テクノロジー) - REAPER (Cockos) - Reason (プロペラヘッド・ソフトウェア) - Samplitude/Sequoia (MAGIX←SEK'D) | - ABILITY/Singer Song Writer Lite (株式会社インターネット) - Studio One (PreSonus) - Podium (Zynewave) - Waveform PRO (Tracktion Software) - 旧Tracktion |

MIDIシーケンス未対応
- Adobe Audition (Adobe)

生産終了された商用製品
| - Logic Express (Apple) - Record (プロペラヘッド・ソフトウェア) - SOL (ヤマハ) - Studio Vision (Opcode) | - ORION (Synapse Audio Software) - MIXTURE (株式会社インターネット) - 後継はSinger Song Writer Loops - Sequel (スタインバーグ) - ダウンロード版の販売は継続 |

### 無料製品・個人開発
MIDIシーケンス対応
| - Cakewalk by BandLab (BandLab Technology←Cakewalk) - 旧SONAR - Music Maker (MAGIX←Sony Creative Software) - Waveform Free (Tracktion Software) - 旧T7 DAW | - Pro Tools \| First (アビッド・テクノロジー) - Podium Free (Zynewave) - Studio One Prime (PreSonus) |

MIDIシーケンス未対応
- DaVinci Resolve (ブラックマジックデザイン) - Fairlight搭載

開発停止中
- Music Studio (Frieve)

### オープンソース
- Ardour
- LMMS
- MusE
- Qtractor
- Renoise
- Rosegarden
- Traverso DAW

中断中のオープンソースプロジェクト
- Open Octove
- PyDAW
- Non Sequencer (メンテナンスのみ)

### 波形編集ソフトウェア
波形編集専用のソフトウェアも存在する。波形編集ソフトウェア参照。